# محمد بن ناجي آل سعد
محمد بن ناجي آل سعد، كاتب وباحث تربوي، وأحد أبرز أدباء المملكة العربية السعودية المعاصرين.

## النشأة والدراسة
- ولد محمد آل سعد في منطقة نجران عام 1381هـ/1961م.
- درس المرحلتين الابتدائية والمتوسطة في منطقة نجران.
- أكمل دراسته في مدينة خميس مشيط وتخرج عام 1400هـ في معهد المعلمين.
- حصل على دبلوم تربوي من جامعة كارديف في بريطانيا.
- حصل على درجة البكالوريوس في تخصص الأدب الإنجليزي من جامعة الملك عبدالعزيز عام 1415هـ.
- حصل على درجة الماجستير من الأكاديمية العربية للعلوم والتكنولوجيا.
- حصل على درجة الدكتوراه في نظم المعلومات الإدارية من جامعة كولومبس عام 2008م.[1]

## وظائفه
- عمل مدرسًا في المرحلة الابتدائية بمنطقة نجران منذ عام 1400هـ.
- عمل مدرسًا في المرحلتين المتوسطة والثانوية في منطقة نجران من عام 1407هـ.
- شغل مهام عدة في إدارة التعليم بمنطقة نجران، وهي:

1. مشرف تربوي لمادة اللغة الإنجليزية من عام 1418هـ.
2. رئيس لقسم اللغة الإنجليزية من عام 1419هـ.
3. مدير إدارة التطوير التربوي من عام 1422هـ.
4. مدير إدارة التخطيط والتطوير من عام 1426هـ.
5. رئيس الجمعية السعودية للإدارة بمنطقة نجران.
6. رئيس مجلس التطوع الإرشادي لصندوق المئوية بمنطقة نجران.[2]
7. إخصائي تقويم في هيئة تقويم التعليم والتدريب

## عضوياته
- عضو في الجمعية السعودية للتربية وعلم النفس (جستن).
- عضو في الشبكة العربية للتعليم المفتوح والتعليم عن بعد (الأردن).
- عضو لجنة تأليف موسوعة التعليم على مستوى المملكة العربية السعودية.
- عضو موسوعة الثقافة العربية.
- عضو مجلس إدارة نادي نجران الأدبي بين عامي 1428-1432هـ.
- عضو المجلس البلدي بمنطقة نجران.
- عضو جمعية الخريجين في المجلس الثقافي البريطاني.[2]

## تكريمه
- حصل على أعلى وسام في التدريب على مستوى العالم العربي لعام 2008م.
- حصل على شهادة الأداء المتميز عام 1421هـ.
- حصل على صفة خبير موارد بشرية ومدرب محترف في مقياس هيرمان والجيكام واستراتيجية كايزن من جامعة ميشيغان في الولايات المتحدة الأمريكية.[3]

## نشاطه الثقافي
- شارك محمد آل سعد في فعاليات ثقافية وعلمية متنوعة داخل المملكة العربية السعودية وخارجها ومنها:
- ملتقى أبها الثقافي المنعقد في أبها عام 2006م.
- ورشة عمل الحوار الوطني المنعقدة في نجران عام 2006م.
- مؤتمر فكر السادس المنعقد في المنامة بإشراف مؤسسة الفكر العربي عام 2007م.
- له عدد من الدراسات في:

1. المجال السياحي.
2. الإدارة الحديثة والعمل المؤسسي.
3. إدارة الاجتماعات.
4. التعليم الإلكتروني.[4]

## مؤلفاته
- (الجسر المعلق) في أدب الرحلات صدر عام 2005م.
- (بين السودة والتون تاور) في أدب الرحلات صدر عام 2005م.
- (دوحة الربع الخالي) اهتم فيه بالبحث والكتابة عن الصحراء.
- (النبأ) مجموعة قصصية.[4]
- (من وحي قلم يهتف ) أدب المقالة
- (رسائل معرفية) أدب
- (العودة إلى قبالة) رواية
- (جفرسون ستريت) رواية
- (قوبالينو) رواية
- ( غيمة بوح) شعر بالفصحى
- (إضاءات في شذرات) نصوص
- (آراء في آراء)مقالات
- (شقف روح) شعر بالفصحى
- (السيدون الثلاثة) رواية
- (في رحاب التعليم) تعليم
- (على منصة التدريب) تدريب
- (البصيّر: دروس في الصبر والحكمة) ، سيرة
- (قلت يومًا ): نصوص
- السفر ظفر (أدب الرحلات).
- أنامل السحاب ( شعر بالفصحى).